# César Provençal
Pour les articles homonymes, voir Provençal (homonymie).
César Provençal, né à Cagnes-sur-Mer le 20 juin 1814, est un médecin français.

## Biographie
César Provençal soutint sa thèse de médecine en mars 1841  à l'âge de 28 ans, à la faculté de médecine de Montpellier.
Il est membre du parti républicain au moment du Coup d'État du 2 décembre 1851 et s'oppose activement à ce dernier. 
S'étant exilé au Piémont, il y fut un médecin actif. 
Il revint en France en 1859, et mourut le 8 janvier 1868 à Nice à l'âge de 53 ans.